# Politolana impostor
Politolana impostor är en kräftdjursart som beskrevs av Riseman och Brusca 2002. Politolana impostor ingår i släktet Politolana och familjen Cirolanidae. Inga underarter finns listade i Catalogue of Life.